# John Cazale
John Holland Cazale (12. august 1935 – 13. marts 1978) var en italiensk/amerikansk skuespiller.
Cazale nåede kun at medvirke i fem spillefilm, inden sin død i 1978. Samtlige fem film anses af mange kritikere for at være filmklassikere, og samtlige fem film blev da også nomineret til en Oscar for bedste film.

## Karriere
Før hans spillefilmsdebut som Fredo Corleone i Francis Ford Coppolas mesterværk The Godfather (1972), medvirkede han i kortfilmen The American Way (1962), instrueret af Marvin Starkman. Han høstede desuden mange Obie Awards for sine roller på teatret i bl.a. The Indian Wants the Bronx og The Line.
Under netop stykket The Indian Wants the Bronx mødte han manden som skulle blive hans tætteste ven, Al Pacino. Al Pacino var manden som inviterede Cazale til audition på The Godfather, hvor Cazale fik rollen som Fredo Corleone.
I 1974 genoptog Cazale samarbejdet med instruktør Francis Ford Coppola i Aflytningen og spillede her sammen med blandt andre Gene Hackman, Robert Duvall og Harrison Ford. 
I 1974 vendte Cazale tilbage til rollen som Fredo Corleone i Francis Ford Coppolas The Godfather: Part II. Scenen, hvor Fredo bliver likvideret i en jolle under en fisketur på ordre fra sin bror Michael Corleone (spillet af Al Pacino), er et stærkt og intenst øjeblik i filmhistorien. [kilde mangler]
Cazales fjerde film var den mesterlige Dog Day Afternoon (1975), instrueret af Sidney Lumet. Her spillede han igen overfor Al Pacino. Cazale og Pacino spiller bankrøverne Sal og Sonny. Sonny er homoseksuel, og de skal røve en bank, for at skaffe penge til hans kærestes kønsskifteoperation. Cazale fik fortjent en Golden Globe-nominering for Best Supporting Actor for sin rolle som Sal.
Hans sidste film blev The Deer Hunter (1978), instrueret af Michael Cimino. Allerede under optagelserne var Cazale døende af knoglekræft. Skuespillerinden Meryl Streep medvirkede også i filmen, og de forelskede sig og blev forlovede. 
Der opstod kontroverser under filmen, da filmselskabet Universal ikke var klar over Cazales sygdom, men det var instruktøren Cimino. Da Cazale var meget syg, var man nødt til først at filme de scener som han medvirkede i. Da Universal opdagede, at Cazale var dødeligt syg, ville man fyre ham fra filmen omgående. Hans nyligt forlovede Meryl Streep truede så med at sige op, hvis Cazale blev fyret. Cazale døde kort efter The Deer Hunter's færdiggørelse.
Al Pacino og Meryl Streep sad ved Cazales dødsleje, da han sov ind.

## Filmografi
- The Godfather – Fredo Corleone
- Aflytningen – Stan
- The Godfather: Part II – Fredo Corleone
- Dog Day Afternoon – Salvatore "Sal" Naturile
- The Deer Hunter – Stanley "Stosh"